# Neobarbella pilifera
Neobarbella pilifera là một loài Rêu trong họ Lembophyllaceae. Loài này được (Broth. & M. Yasuda) Nog. mô tả khoa học đầu tiên năm 1948.